# 伊哥·荷西·馬利高·迪·卡斯度
伊哥·荷西·馬利高·迪·卡斯度（Igor José Marigo de Castro，1981年8月25日—），生于米納斯吉拉斯，現效力佐布阿漢。

## 球會生涯
2005賽季，他在巴西人上陣36場射入11個入球。他還效力於巴西甲級聯賽球隊聖卡坦奴。
2008年夏季，他轉到伊朗索巴漢，在第一個賽季已是聯賽其中一個射手。